# Saint-Siffret
Saint-Siffret est une commune française située dans l'est du département du Gard, en Occitanie.
Exposée à un climat méditerranéen, elle est drainée par l'Alzon, le Merlançon. Incluse dans les gorges du Gardon.
Saint-Siffret est une commune rurale qui compte 1 121 habitants en 2022, après avoir connu une forte hausse de la population depuis 1968.  Elle fait partie de l'aire d'attraction d'Uzès. Ses habitants sont appelés les Saint-Siffretois ou  Saint-Siffretoises.
Le patrimoine architectural de la commune comprend un immeuble protégé au titre des monuments historiques : le château de Moulin-Neuf, inscrit en 2007.

## Géographie
La commune est située sur les contreforts d'un vaste plateau calcaire massif urgonien d'altitude moyenne de 180 m. Toute la partie sud est boisée de chênes et de garrigues, sauf quelques enclaves cultivées sur des sols de lœss rouge. Dans la partie nord s'étend la plaine.
Entre les deux, un coteau orienté est-ouest, exposé au nord. Le sous-sol de ces pentes est une marne beige tendre recouverte de lœss, injectée par endroits de nappes de graviers anguleux issus de la gélification ancienne des calcaires urgoniens et de leur transport torrentiel. L'intérêt de ce coteau est qu'à certains endroits la roche ancienne remonte à moins d'un mètre et apparaît même en quelques affleurements, les épandages caillouteux sont également localisés.
Le village est situé à 4 km d'Uzès et 25 km de Nîmes.
| Saint-Quentin-la-Poterie | Saint-Victor-des-Oules | Saint-Hippolyte-de-Montaigu |
| Uzès                     | Saint-Siffret          | Flaux                       |
| Saint-Maximin            | Argilliers             | Vers-Pont-du-Gard           |

### Climat
Pour des articles plus généraux, voir Climat de l'Occitanie et Climat du Gard.
En 2010, le climat de la commune est de type climat méditerranéen franc, selon une étude s'appuyant sur une série de données couvrant la période 1971-2000. En 2020, Météo-France publie une typologie des climats de la France métropolitaine dans laquelle la commune est exposée à un climat méditerranéen et est dans la région climatique Provence, Languedoc-Roussillon, caractérisée par une pluviométrie faible en été, un très bon ensoleillement (2 600 h/an), un été chaud (21,5 °C), un air très sec en été, sec en toutes saisons, des vents forts (fréquence de 40 à 50 % de vents > 5 m/s) et peu de brouillards.
Pour la période 1971-2000, la température annuelle moyenne est de 13,8 °C, avec une amplitude thermique annuelle de 17,6 °C. Le cumul annuel moyen de précipitations est de 796 mm, avec 6,3 jours de précipitations en janvier et 3 jours en juillet. Pour la période 1991-2020, la température moyenne annuelle observée sur la station météorologique la plus proche, située sur la commune d'Uzès à 4 km à vol d'oiseau, est de 14,5 °C et le cumul annuel moyen de précipitations est de 809,4 mm,. Pour l'avenir, les paramètres climatiques de la commune estimés pour 2050 selon différents scénarios d'émission de gaz à effet de serre sont consultables sur un site dédié publié par Météo-France en novembre 2022.

### Milieux naturels et biodiversité

#### Espaces protégés
La protection réglementaire est le mode d’intervention le plus fort pour préserver des espaces naturels remarquables et leur biodiversité associée,.
La commune fait partie de la zone de transition des gorges du Gardon, un territoire d'une superficie de 23 800 ha reconnu réserve de biosphère par l'UNESCO en 2015 pour l'importante biodiversité qui la caractérise, mariant garrigues, plaines agricoles et yeuseraies,.

## Urbanisme

### Typologie
Au 1er janvier 2024, Saint-Siffret est catégorisée commune rurale à habitat dispersé, selon la nouvelle grille communale de densité à sept niveaux définie par l'Insee en 2022.
Elle est située hors unité urbaine. Par ailleurs la commune fait partie de l'aire d'attraction d'Uzès, dont elle est une commune de la couronne,. Cette aire, qui regroupe 18 communes, est catégorisée dans les aires de moins de 50 000 habitants,.

### Occupation des sols
L'occupation des sols de la commune, telle qu'elle ressort de la base de données européenne d’occupation biophysique des sols Corine Land Cover (CLC), est marquée par l'importance des territoires agricoles (46,6 % en 2018), en diminution par rapport à 1990 (50,6 %). La répartition détaillée en 2018 est la suivante : 
forêts (33,8 %), zones agricoles hétérogènes (29,9 %), zones urbanisées (16,3 %), cultures permanentes (15 %), milieux à végétation arbustive et/ou herbacée (3,4 %), terres arables (1,7 %). L'évolution de l’occupation des sols de la commune et de ses infrastructures peut être observée sur les différentes représentations cartographiques du territoire : la carte de Cassini (XVIIIe siècle), la carte d'état-major (1820-1866) et les cartes ou photos aériennes de l'IGN pour la période actuelle (1950 à aujourd'hui).

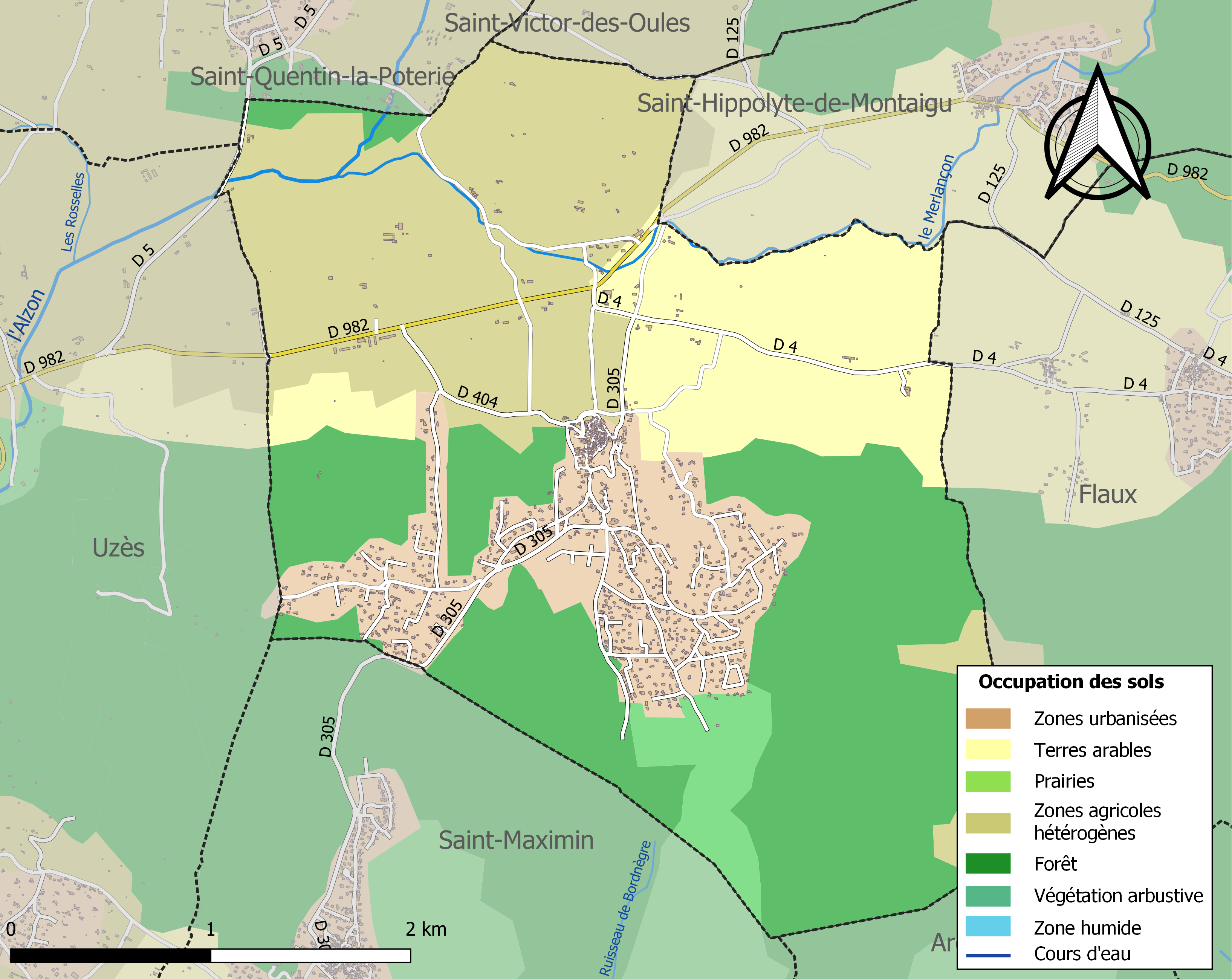
Carte des infrastructures et de l'occupation des sols de la commune en 2018 (CLC).

### Risques majeurs
Le territoire de la commune de Saint-Siffret est vulnérable à différents aléas naturels : météorologiques (tempête, orage, neige, grand froid, canicule ou sécheresse), inondations, feux de forêts et séisme (sismicité modérée). Il est également exposé à un risque particulier : le risque de radon. Un site publié par le BRGM permet d'évaluer simplement et rapidement les risques d'un bien localisé soit par son adresse soit par le numéro de sa parcelle.

#### Risques naturels
Certaines parties du territoire communal sont susceptibles d’être affectées par le risque d’inondation par débordement de cours d'eau et par une crue torrentielle ou à montée rapide de cours d'eau, notamment l'Alzon. La commune a été reconnue en état de catastrophe naturelle au titre des dommages causés par les inondations et coulées de boue survenues en 1982, 1983, 1988, 1996, 1998, 2002, 2011 et 2014,.

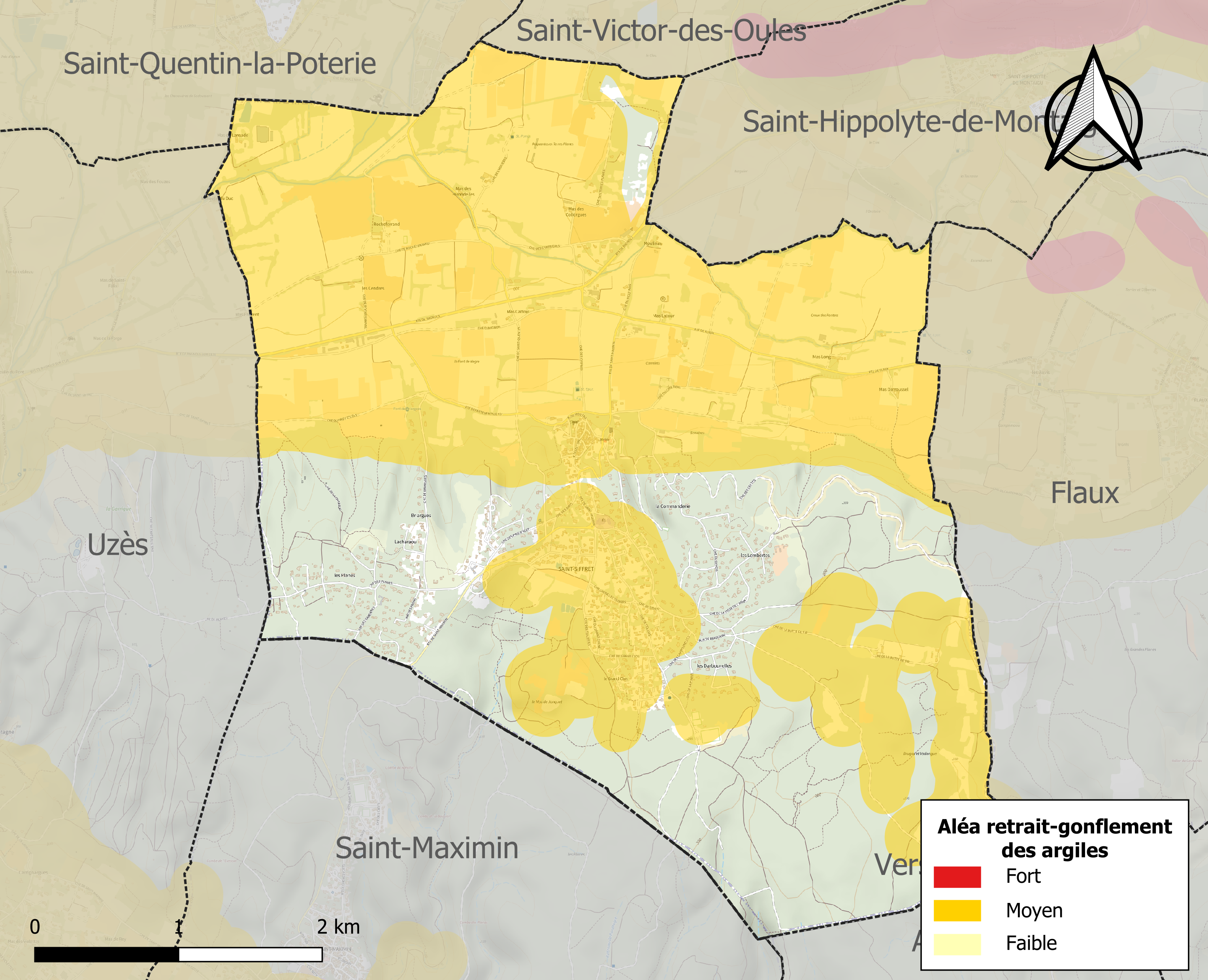
Carte des zones d'aléa retrait-gonflement des sols argileux de Saint-Siffret.

Le retrait-gonflement des sols argileux est susceptible d'engendrer des dommages importants aux bâtiments en cas d’alternance de périodes de sécheresse et de pluie. 66,9 % de la superficie communale est en aléa moyen ou fort (67,5 % au niveau départemental et 48,5 % au niveau national). Sur les 720 bâtiments dénombrés sur la commune en 2019, 427 sont en aléa moyen ou fort, soit 59 %, à comparer aux 90 % au niveau départemental et 54 % au niveau national. Une cartographie de l'exposition du territoire national au retrait gonflement des sols argileux est disponible sur le site du BRGM,.
Par ailleurs, afin de mieux appréhender le risque d’affaissement de terrain, l'inventaire national des cavités souterraines permet de localiser celles situées sur la commune.
Concernant les mouvements de terrains, la commune a été reconnue en état de catastrophe naturelle au titre des dommages causés par la sécheresse en 2017, par des mouvements de terrain en 1983 et par des glissements de terrain en 1988.

#### Risque particulier
Dans plusieurs parties du territoire national, le radon, accumulé dans certains logements ou autres locaux, peut constituer une source significative d’exposition de la population aux rayonnements ionisants. Certaines communes du département sont concernées par le risque radon à un niveau plus ou moins élevé. Selon la classification de 2018, la commune de Saint-Siffret est classée en zone 2, à savoir zone à potentiel radon faible mais sur lesquelles des facteurs géologiques particuliers peuvent faciliter le transfert du radon vers les bâtiments.

## Toponymie
Au cours de la Révolution française, la commune porte provisoirement le nom de Pomeyrole.

## Politique et administration

### Liste des maires
| Période                                  | Période  | Identité          | Étiquette | Qualité                                                                            |
| ---------------------------------------- | -------- | ----------------- | --------- | ---------------------------------------------------------------------------------- |
| 1988                                     | En cours | Dominique Vincent | UMP-LR    | Agriculteur Vice-président de la communauté de communes du Pays d'Uzès depuis 2013 |
| Les données manquantes sont à compléter. |          |                   |           |                                                                                    |

## Population et société

### Démographie
L'évolution du nombre d'habitants est connue à travers les recensements de la population effectués dans la commune depuis 1793. Pour les communes de moins de 10 000 habitants, une enquête de recensement portant sur toute la population est réalisée tous les cinq ans, les populations de référence des années intermédiaires étant quant à elles estimées par interpolation ou extrapolation. Pour la commune, le premier recensement exhaustif entrant dans le cadre du nouveau dispositif a été réalisé en 2005.

En 2022, la commune comptait 1 121 habitants, en évolution de +6,76 % par rapport à 2016 (Gard : +2,97 %, France hors Mayotte : +2,11 %).
| 1793 | 1800 | 1806 | 1821 | 1831 | 1836 | 1841 | 1846 | 1851 |
| ---- | ---- | ---- | ---- | ---- | ---- | ---- | ---- | ---- |
| 309  | 279  | 290  | 330  | 321  | 333  | 356  | 357  | 356  |

| 1856 | 1861 | 1866 | 1872 | 1876 | 1881 | 1886 | 1891 | 1896 |
| ---- | ---- | ---- | ---- | ---- | ---- | ---- | ---- | ---- |
| 379  | 378  | 367  | 347  | 328  | 303  | 321  | 306  | 309  |

| 1901 | 1906 | 1911 | 1921 | 1926 | 1931 | 1936 | 1946 | 1954 |
| ---- | ---- | ---- | ---- | ---- | ---- | ---- | ---- | ---- |
| 288  | 273  | 242  | 197  | 181  | 192  | 186  | 209  | 188  |

| 1962 | 1968 | 1975 | 1982 | 1990 | 1999 | 2005 | 2006 | 2010  |
| ---- | ---- | ---- | ---- | ---- | ---- | ---- | ---- | ----- |
| 224  | 214  | 356  | 489  | 657  | 792  | 921  | 922  | 1 052 |

| 2015  | 2020  | 2022  | - | - | - | - | - | - |
| ----- | ----- | ----- | - | - | - | - | - | - |
| 1 036 | 1 112 | 1 121 | - | - | - | - | - | - |

### Enseignement
La commune dépend de l'académie de Montpellier. Les élèves commencent leur scolarité dans l'école primaire du village, qui comptent 71 écoliers. Les collèges les plus proches se situent à Uzès. Les lycées les plus proches se situent à Uzès, Meynes et Bagnols-sur-Cèze.

### Sports
La commune sera étape d'arrivée de la 4e journée de la course l'Étoile de Bessèges 2021.

### Lieux de cultes
Les personnes de confession catholique se réunissent à l'église Saint-Siffret du village.

## Économie

### Agriculture
La commune fait partie de la zone de production de plusieurs appellations viticoles : Coteaux-du-pont-du-gard, Duché-d'uzès (AOC), Gard (IGP), Pays-d'oc (IGP), ainsi que de plusieurs produits agricoles : Olive de Nîmes et huile d'olive de Nïmes, miel de Provence, pélardon, poulet des Cévennes ou Chapon des Cévennes, Volailles du Languedoc.

## Culture locale et patrimoine

### Lieux et monuments
- Des maisons construites dans la roche, un vieux village bâti en acropole avec de grands murs de soutènement.
- L'église Saint-Siffret de Saint-Siffret, de style roman de la fin du XIIe siècle : voûtes en berceau, abside semi-circulaire.
- Le château dit la Commanderie (d'origine XIIe siècle, remanié) et abords. Il possède une petite porte fortifiée du XIIe siècle. Il appartient au prévôt de la cathédrale d'Uzès, seul seigneur de Saint Siffret, jusqu'à la Révolution. En 1791, le château et le domaine sont vendus comme biens nationaux, 56 500 livres, et passent à la famille Verdier de Flaux.
- Le "deuxième château" de Saint-Siffret, au nord du village, n'est qu'une maison de village sur le compoix de Saint Siffret, en 1639 et 1653[26],qui appartient à Philippe de Gondin. Les propriétaires sont ensuite les La Tour du Pin. En 1740, la maison, est achetée par Louis Froment, marchand d'Uzès, moyennant  1 500  livres. Elle est alors à l'abandon.  M Froment lègue ensuite la maison à son gendre Jean Pierre Abauzit, marchand-négociant d'Uzès,  qui commence à appeler sa maison le" château ". Mais sous l'ancien régime, seule la propriété du prévôt était appelée Château de Saint Siffret.

### Personnalités liées à la commune
- Guillaume Guizot (1833-1892), professeur au Collège de France, est mort dans sa maison de campagne de Rocheferrand.

### Héraldique
| Blason de Saint-Siffret | Blason  | D'hermine au chef losangé d'or et d'azur.        |
| Blason de Saint-Siffret | Détails | Le statut officiel du blason reste à déterminer. |